# Syngnathus taenionotus
Syngnathus taenionotus är en fiskart som beskrevs av Giovanni Canestrini 1871. Syngnathus taenionotus ingår i släktet Syngnathus och familjen kantnålsfiskar. IUCN kategoriserar arten globalt som otillräckligt studerad. Inga underarter finns listade i Catalogue of Life.